# (5720) Halweaver
(5720) Halweaver (1984 FN) – planetoida z grupy przecinających orbitę Marsa okrążająca Słońce w ciągu 3 lat i 173 dni w średniej odległości 2,29 j.a. Została odkryta 29 marca 1984 roku.